# Panthiades ochus
Panthiades ochus är en fjärilsart som beskrevs av Frederick DuCane Godman och Osbert Salvin 1887. Panthiades ochus ingår i släktet Panthiades och familjen juvelvingar. Inga underarter finns listade i Catalogue of Life.